# Fútbol permitido
Fútbol Permitido es un programa de televisión argentino del género deportivo emitido por C5N y producido por Pensado Para Televisión. Es conducido por Pablo Ladaga.
El programa intenta ofrecer un punto de vista distinto sobre el fútbol argentino mediante un seguimiento con cámaras y micrófonos de los técnicos y de algunos jugadores.

## Sinopsis
El programa semanal es emitido en vivo y presenta un análisis de lo sucedido en las fechas de la Primera División de Argentina. En el estudio, un panel de periodistas analiza y debate lo más destacado del fin de semana. Además, se ofrece un resumen de todos los partidos, entrevistas con los futbolistas y directores técnicos. En distintas secciones se analizan los errores arbitrales y su incidencia sobre el desarrollo del campeonato.
Sobre el lanzamiento del programa, Diego Brancatelli —panelista entre 2013 y 2015— declaró: «Es una gran apuesta y desafío a que la gente tenga algo que perdió hace un tiempo. Analizaremos el fútbol viéndolo desde otro lugar, con informes especiales».

### Antecedentes
El nombre del programa es una alusión a un emblemático título de los años 1990, Fútbol Prohibido, que había sido levantado gracias a presiones ejercidas por la empresa Torneos y Competencias, que en ese momento detentaba la exclusividad de los derechos de transmisión del fútbol argentino.

## Emisión

### Canales
- TVP (2013-2015)
- C5N (2022)

## Equipo

### Conductores
- 2013-2015: Alina Moine y Alejandro Apo
- 2022: Pablo Ladaga

### Panelistas
- Alexis Szewczyk
- Leo Martínez
- Diego Arvilly
- Luciana Rodríguez
- Ignacio Prieto